# Црква Ваведења Пресвете Богородице у Читлуку
Црква Ваведења Пресвете Богородице у Читлуку, је манастирска црква манастира Дубоки Поток. Представља непокретно културно добро као споменик културе.

## Положај и историја
Манастир Дубоки поток налази се у изворишном делу истоименог потока, између села Доброшевине и Читлука, на северној страни Ибра, удаљен око 3 км северно од Зубиног Потока. Богородичина црква је подигнута у 14. веку као једнобродна правоугаона грађевина, засведена полуобличастим сводом. Рушена и обнављана је више пута: у 16. веку и првој половини 18. века. Житељи Читлука помињу се као приложници манастира Девича 1766, 1778. и 1783. године.

## Предање
Цркву Свете Богородице народ зове и „Црква Свете Руке“ прозвана тако по реликвији – руци Светог Никите коју је у бурним временима, по народном предању заједно са ковчежићем , пренео из Пећке Патријаршије неки калуђер који је са њима преноћио на остацима старе цркве, где су сељани потом са попом Ђорђем подигли црквицу Свете Пречисте – Ваведења Свете Богородице. Натпис „Црква Свете Руке“ изливен је на звону које се и данас налази у звонику.